# Renato Mocellini
Renato Mocellini, né le 2 avril 1929 à Varna et mort le 9 novembre 1985, est un bobeur italien.

## Carrière
Aux Jeux olympiques d'hiver de 1956 organisés à Cortina d'Ampezzo en Italie, lors de sa seule participation olympique, Renato Mocellini est médaillé d'argent en bob à quatre avec Eugenio Monti, Ulrico Girardi et Renzo Alverà. Il remporte également deux médailles aux championnats du monde de bob à quatre : le bronze en 1958 et l'or en 1963.

## Palmarès

### Jeux Olympiques
- : médaillé d'argent en bob à 4 aux JO 1956.

### Championnats monde
- : médaillé d'or en bob à 4 aux championnats monde de 1963.
- : médaillé de bronze en bob à 4 aux championnats monde de 1958.